# Jacob Andersen (fodboldspiller)
 For alternative betydninger, se Jacob Andersen. (Se også artikler, som begynder med Jacob Andersen)
Jacob Florentin Andersen (født 26. januar 2004) er en dansk fodboldspiller, der spiller som højreback for den danske superligaklub AGF.

## Karriere

### AGF
Jacob Anderen er født i Galten og kom til AGF som niårig. Kort efter sin 17 års fødselsdag begyndte Andersen at spille med AGF's U-19 hold. Her gjorde han det godt, og han fik førsteholdsdebut 24. maj 2021 i den danske Superliga mod FC Midtjylland, hvor han kom ind fra bænken og spillede de sidste 11 minutter af kampen.
I juni 2021 underskrev Andersen en ungdomskontrakt med AGF. I februar 2023 underskrev Andersen sin første professionelle kontrakt med AGF; en aftale frem til juni 2025 og som også betød, at han fra sommeren 2023 ville blive en fast del af førsteholdstruppen.

### Landshold
Andersen har fået enkelte kampe på flere danske ungdomslandshold.